# 1-е Яньково
1-е Я́ньково — деревня в Рыльском районе Курской области. Входит в состав Никольниковского сельсовета.

## География
Деревня находится на одном из притоков Амоньки (в бассейне Сейма), в 111 км западнее Курска, в 9 км к северо-западу от районного центра — города Рыльск, в 7 км от центра сельсовета — Макеево.
Улицы
В деревне улица Молодёжная.
Климат
1-е Яньково, как и весь район, расположено в поясе умеренно континентального климата с тёплым летом и относительно тёплой зимой (Dfb в классификации Кёппена).

## Население
| 2002 | 2010 |
| ---- | ---- |
| 247  | ↘196 |

## Инфраструктура
Личное подсобное хозяйство. Яньковский филиал МБОУ Макеевская СОШ
(общеобразовательная школа). Дом культуры. Поликлиника (для взрослых). Сельская администрация. В деревне 92 дома.

## Транспорт
1-е Яньково находится в 2,5 км от автодороги регионального значения 38К-017 (Курск — Льгов — Рыльск — граница с Украиной), в 7 км от автодороги 38К-040 (Хомутовка — Рыльск — Глушково — Тёткино — граница с Украиной), на автодороге межмуниципального значения 38Н-345 (38К-017 — Большегнеушево с подъездом к с. Макеево), в 10,5 км от ближайшей ж/д станции Рыльск (линия 358 км — Рыльск).
В 177 км от аэропорта имени В. Г. Шухова (недалеко от Белгорода).